# Hexurella rupicola
Espèce
Hexurella rupicola est une espèce d'araignées mygalomorphes de la famille des Hexurellidae.

## Distribution
Cette espèce est endémique de Californie aux États-Unis,. Elle se rencontre dans les comtés de Riverside et de San Diego.

## Description
Le mâle holotype mesure 2,30 mm et la femelle 4,5 mm.

## Systématique et taxinomie
Cette espèce a été décrite par Gertsch et Platnick en 1979.

## Publication originale
- Gertsch & Platnick, 1979 : « A revision of the spider family Mecicobothriidae (Araneae, Mygalomorphae) » American Museum Novitates, no 2687, p. 1-32 (texte intégral).